# Antonio Palafox
Antonio „Tony“ Palafox (* 28. April 1936 in Guadalajara) ist ein ehemaliger mexikanischer Tennisspieler.
Palafox gewann gemeinsam mit seinem Landsmann Rafael Osuna die Doppelkonkurrenzen bei den US Open 1962 und in Wimbledon 1963. Bereits 1961 und nochmals 1963 stand er mit Osuna im Finale der US Open. 1960 hatte er zudem im Mixed-Finale gestanden, welches er mit Maria Bueno gegen Margaret Osborne duPont und Neale Fraser verlor.
1962 gehörte er zur mexikanischen Davis-Cup-Mannschaft, die bis ins Finale gegen Australien vorrücken konnte. Dort unterlag die Mannschaft jedoch glatt mit 0:5, Palafox kam dabei in zwei Einzeln und im Doppel mit Rafael Osuna zum Einsatz. Er absolvierte insgesamt 21 Partien für Mexiko, in denen er die Hälfte seiner 26 Einzelpartien gewann, sowie 13 seiner 18 Doppelpartien.